# Transas Dozor 600
Dozor-600 hay Dozor-3 là loại máy bay không người lái do thám tầm trung thử nghiệm của Nga được phát triển bởi công ty Transas. Loại máy bay này được giới thiệu lần đầu trong triển lãm hàng không MAKS năm 2009. Nó được chế tạo để có thể đảm nhiệm được nhiều chức năng khác nhau cho cả mục đích dân sự lẫn quân sự như tìm kiếm, định vị và xác định các mục tiêu trên đường đi tuần tra trong điều kiện ngày hay đêm và thời tiết khác nhau. Vì thế Dozor-600 có thể dùng cho việc tuần tra biên giới và trên biển với tầm hoạt động thích hợp cho việc này. Nhưng nó cũng có thể được dùng để chuyên chở hàng hóa đến các khu vực khó tiếp cận. Còn về mặt quân sự thì máy bay có thể dùng cho các vụ do thám và tấn công với các loại vũ khí khác nhau cũng như chỉ điểm cho các loại vũ khí dẫn đường khác.

## Thiết kế
Máy bay được thiết kế với hình dáng khí động học sau một loạt các thử nghiệm về hình dáng. Đuôi máy bay được làm theo hình chữ V và thân máy bay được chia ra làm ba phần chính. Phần đầu là các thiết bị cảm biến và điều khiển cùng một hệ thống dù, phần thân chứa nhiên liệu và phần đuôi gắn động cơ. Để tiện cho việc chuyên chở cánh và đuôi có thể tháo ra.
Hệ thống quan sát của máy bay gồm ba hệ thống là ra đa, hệ thống nhìn hồng ngoại và một máy quay có độ phân giải cao. Tất cả các thông tin mà hệ thống quan sát thu được sẽ được truyền về trung tâm điều khiển. Nó có thể được gắn thiết bị thu phát sóng vô tuyến liên lạc để trở thành trạm tiếp sóng hỗ trợ liên lạc đến những khu vực mà ngay cả sóng vệ tinh cũng thường gặp trục trặc cũng như có thể kết nối vào vệ tinh. Máy bay cũng có thể mang các thiết bị phân tích không khí, các loại máy quét đặc biệt và các loại cảm biến khác dùng cho các nhiệm vụ thu thập thông tin đặc biệt.
Máy bay thể bay bằng việc điều khiển bằng tay hoặc có thể bay ở chế độ tự động có định hướng trước với 250 điểm có thể thiết lập sẵn để máy bay tự động bay đến với độ sai lệch từ 15 đến 30 m, máy bay cũng có thể vừa bay tự động vừa được điều khiển. Để làm được việc đó máy bay có thể kết nối vào hệ thống định vị toàn cầu GLONASS. Hầu hết các thiết bị trên máy bay đều do công ty Transas tự phát triển chỉ có hệ thống nhìn hồng ngoại là phải đi mua.
Tuy nhà phát triển Dozor-600 nói rằng chưa thật sự tính tới việc phát triển để biến loại máy bay này thành một loại vũ khí, nhưng nói rằng về lý thuyết nếu bộ quốc phòng cần nó có thể được sử dụng để mang 4 quả bom FAB-100 loại 50 kg, hoặc có thể phát triển thêm một số chương trình để có thể gắn và sử dụng hai tên lửa R-73 dùng cho việc đánh chặn trên không hay các loại tên lửa vác vai chống tăng tùy trọng lượng. Cũng như có thể giảm lượng nhiên liệu mà máy mang theo hi sinh thời gian bay để có thể mang nhiều vũ khí hơn nếu xác định được chính xác vị trí mục tiêu ở đâu đó gần hơn tầm hoạt động của máy bay.